# Miriam Toews
Miriam Toews (Steinbach, Manitoba, Canadà, 1964) és una escriptora i novel·lista canadenca.
Nascuda a la ciutat mennonita de Steinbach, a Manitoba, una comunitat religiosa aïllada i conservadora, que va tenir un destacat impacte en la seva família, Toews es va allunyar de la seva ciutat natal tan bon punt acabà el batxillerat, viatjant i traslladant-se a Mont-real i després a Europa. Va tornar a la seva província d'origen per assistir a la Universitat del Manitoba, on es va llicenciar en estudis de cinema. També va realitzar una llicenciatura en periodisme a la University of King's College, a Halifax. A més, Toews ha elaborat documentals de ràdio i ha escrit per a diverses revistes, aconseguint el 1999 la Medalla d'Or de l'Humor de la revista nacional.
La primera novel·la de Toews, Summer of My Amazing Luck, publicada el 1996, va guanyar el premi John Hirsch d'aquell mateix any per al més prometedor escriptor de Manitoba, i fou adaptada pel dramaturg Chris Craddock a una obra dramàtica que també fou guardonada. La segona novel·la de Toews, A Boy of Good Breeding, fou guanyadora del premi McNally Robinson del Llibre de l'Any 1998. Toews va guanyar el 2000 Alexander Kennedy Isbister Award per a no-ficció i un segon Premi McNally Robinson del Llibre de l'Any per la seva memòria biogràfica, Swing Low: A Life. El 2004 publica A Complicated Kindness, una obra que se situa entre la intersecció de la comèdia i la tragèdia. Preseleccionada per al premi Scotiabank Giller Award, la novel·la va guanyar el Governor General's Award i va ser escollida com la novel·la que tots els canadencs haurien de llegir al concurs Canada Reads 2006. La següent novel·la, The Flying Troutmans (2008) fou guanyadora del premi Rogers Writers 'Trust Fiction. Amb la publicació el 2011 d'Irma Voth, Toews torna a examinar la vida menonita, aquesta vegada en una petita comunitat del nord de Mèxic. Aquesta novel·la de Towers, sorgida d'experiències de la seva pròpia vida, va provocar que el director mexicà Carlos Reygadas la convidès a aparèixer al seu drama del 2007 Silent Light, ambientat en una comunitat menonita del nord de Mèxic. Allà Toews va ser nominada com a millor actriu als Premis Ariel de l'Acadèmia Mexicana d'Arts i Ciències Cinematogràfiques per la seva actuació a la pel·lícula.
Al 2014 va publicar All my punny sorrows ('Les tristes recances', Les Hores, 2017) en la qual tracta el dret de decidir sobre la pròpia vida a través de la història de dues germanes. La novel·la va ser finalista del The Folio Prize.
A la seva darrera novel·la 'Elles parlen' (Les Hores, 2020), Toews ens descobreix la vida, oblidada, gairebé secreta, de massa dones fanatitzades que avui dia viuen com al segle xix, alienes al món i a les increïbles conquestes de la cultura i la llibertat.
Miriam Toews viu actualment i escriu a Toronto.